# South Elgin
South Elgin és una població dels Estats Units a l'estat d'Illinois. Segons el cens del 2000 tenia 16.100 habitants.

## Demografia
Segons el cens del 2000, South Elgin tenia 16.100 habitants, 5.565 habitatges, i 4.307 famílies. La densitat de població era de 988,3 habitants/km².
Dels 5.565 habitatges en un 44,3% hi vivien nens de menys de 18 anys, en un 66,5% hi vivien parelles casades, en un 7,6% dones solteres, i en un 22,6% no eren unitats familiars. En el 17,1% dels habitatges hi vivien persones soles el 3% de les quals corresponia a persones de 65 anys o més que vivien soles. El nombre mitjà de persones vivint en cada habitatge era de 2,85 i el nombre mitjà de persones que vivien en cada família era de 3,26.
Per edats la població es repartia de la següent manera: un 29,1% tenia menys de 18 anys, un 6,9% entre 18 i 24, un 42,1% entre 25 i 44, un 16,1% de 45 a 60 i un 5,7% 65 anys o més.
L'edat mediana era de 31 anys. Per cada 100 dones de 18 o més anys hi havia 96 homes.
La renda mediana per habitatge era de 67.323 $ i la renda mediana per família de 71.190 $. Els homes tenien una renda mediana de 48.741 $ mentre que les dones 31.486 $. La renda per capita de la població era de 25.676 $. Aproximadament el 2,1% de les famílies i el 3% de la població estaven per davall del llindar de pobresa.

## Poblacions més properes
El següent diagrama mostra les poblacions més properes.